# Noel Grealish

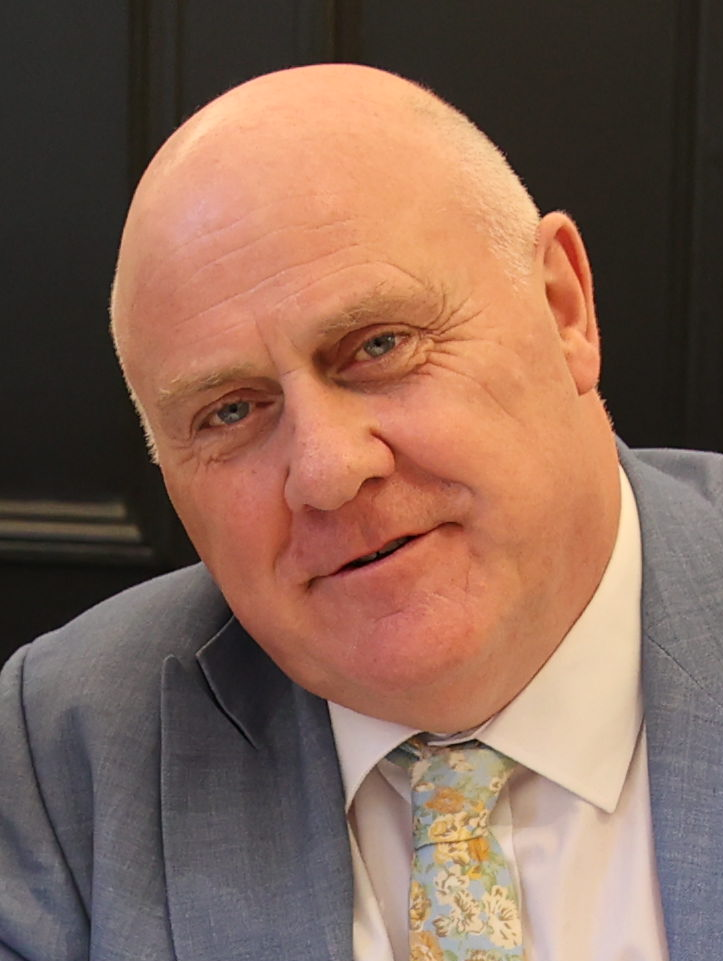
Noel Grealish (2024)

Noel Grealish (irisch Nollaig Ó Greallóis, * 16. Dezember 1965) ist ein irischer Politiker und seit 2002 Teachta Dála im Unterhaus des irischen Parlaments.
Grealish wurde 2002 erstmals für die Progressive Democrats in den Dáil Éireann gewählt. Er trat hierbei im Wahlkreis Galway West an und nahm somit den Sitz im Dáil ein, den zuvor Bobby Molloy für mehr als 30 Jahre innehatte. Molloy zog sich aus der Politik zurück und trat nicht mehr zur Wahl an.
Nach der Abschaffung der dualen Mandate legte Grealish 2003 sein Mandat im Galway County Council nieder. Die Wahl 1999 in den Galway County Council war der Beginn seiner politischen Karriere. Jim Cuddy nahm nun Grealishs Sitz im County Council ein.
Im Mai 2007 wurde Grealish in den Dáil Éireann wiedergewählt. Nachdem Ciarán Cannon am 24. März 2009 vom Amt des Parteivorsitzenden zurücktrat, wurde Grealish Interimsvorsitzender der Progressive Democrats. Seit der Auflösung der Partei im weiteren Verlauf des Jahres sitzt er als Unabhängiger im Dáil Éireann (Stand: September 2016).